# 天闻角川
广州天闻角川动漫有限公司（简称天闻角川、天角）是一家中国大陆的图书发行公司。
公司成立于2010年4月12日，注册资本金3000万人民币，最大股东是日本角川集团（通过子公司角川集团亚洲持股约46.3%），其他股东包括腾讯公司、中南出版传媒集团等。

## 公司历史
2010年3月，角川控股集團正式發布预定成立合资公司的新聞稿，後由中南出版传媒集团證實。该公司全名广州天闻角川动漫有限公司，同年5月于广州成立，专攻方向为漫画、轻小说的代理发行，同时兼顾引进发行与鼓励本地原创。
4月12日，在广州設立公司。7月14日，天闻角川正式在广州宣布成立，同时放出列入出版计划的一些作品的名单。9月，天闻角川宣布首批出版作品，计划同年10月藉2010年“ACG穗港澳动漫展”之际首发。9月19日，天闻角川官方网站正式宣布上线。
2011年9月5日，推出漫畫雜誌《天漫》，並於9月20日推出輕小說雜誌《天漫·轻小说》。12月29日，天闻角川宣佈，將於2012年1月5日推出原创轻小说书系「天輕文庫」，內容為《天漫·轻小说》連載作品。
2012年8月17日，天闻角川宣布推出数字化出版平台TK-Store与电子杂志《TK-PLUS+ 天漫电子刊》。
2013年1月10日，天闻角川宣布将于同年2月20日起推出Mook绘本志《画匣子》。2月25日，天闻角川全新绘本杂志系列《画匣子》正式上市。4月19日，天闻角川宣布青春小说书系「天骄书坊」将于本月正式上市。4月20日，天闻角川在第23届全国图书交易博览会中宣布將設立「輕文學」書系，並同時宣布新書系首次引進的書目。此書系於同年6月起開始在內地發售。是为其代理普通小说的第一步。
6月20日，《天漫·轻小说》6月号实体刊物停止出版，发行形式改为电子杂志。天闻角川之前于同年3月开始发行《天漫·轻小说》的电子版。8月25日，《天漫》9月号改版为《天漫·赤风》，并于9月10日推出女性向综合杂志《天漫·蓝色》。
2014年4月25日，《天漫·赤风》宣布自同年6月号起休刊。2015年7月10日，宣布与腾讯动漫进行战略合作，后者将通过天闻角川引进轻小说电子版权，上线电子版供读者阅读。同年10月19日，腾讯动漫轻小说频道正式上线。
2016年9月5日，角川集团发布公告，宣布腾讯公司已从中南出版传媒集团手中收购天闻角川41%的股权。至此腾讯成为天闻角川第二大股东，中南出版传媒集团仅拥有天闻角川10%股份。

## 关联作品
※未收录摄影集、绘画教程和实用型图书（例如笔记本）。

### 轻小说
天闻角川的轻小说书系，32开。书脊上方早期表记为「天闻角川轻小说」，下架事件后更改为「天闻角川LIGHT NOVEL」。
引进作品代理范围与台湾角川大致相同，均以角川集团旗下各品牌和出版社发行之作品为主，包括角川Sneaker文庫、角川Ruby文庫和角川Beans文庫（角川书店）；富士見Fantasia文庫、富士見Mystery文庫（富士见书房）；電擊文庫（ASCII Media Works）；Fami通文庫（Enterbrain）；MF文庫J（Media Factory）等。
原创作品最初统一以「天闻角川轻小说」名目出版，后分离为独立子书系「天轻文库」。
早期与湖南美术出版社合作出版，下架事件后已不限定出版社。

#### 日本
- 《灼眼的夏娜》（高桥弥七郎著，伊东杂音绘）
- 《夏日大作战》（细田守原作，岩井恭平著，同名动画电影的小说化作品）
- 《无头骑士异闻录 DuRaRaRa!!》（成田良悟著，安田铃人（ヤスダスズヒト）绘）
- 《仰望半月的夜空》（桥本纺著，山本启治（山本ケイジ）绘）
- 《碧阳学园学生会议事录》（葵关南著，狗神煌绘）
- 《我的妹妹哪有这么可爱！》（伏见司著，神崎广（かんざきひろ）绘）
- 《替身伯爵系列（日语：身代わり伯爵シリーズ）》（清家未森著，根岸京子（ねぎしきょうこ）绘）
- 《电波女与青春男》（入间人间著，Buriki（ブリキ）绘）
- 《魔装少女就是本少爷！》（木村心一著，小舞一（こぶいち）、夢璃凜（むりりん）绘）
- 《SUGAR DARK 被埋葬的黑暗》（新井円侍著，mebae绘）
- 《笨蛋、测验、召唤兽》（井上坚二著，叶贺唯绘）
- 《不迷途的羔羊》（玩具堂著，笼目（日语：籠目 (イラストレーター)）绘）
- 《神的記事本》（杉井光著，岸田梅爾绘）
- 《东方妖游记》（村田栞著，伊藤明十绘）
- 《丹特丽安的书架》（三云岳斗著，G Yusuke（Gユウスケ）绘）
- 《凉宫春日的惊愕》（谷川流著，伊东杂音绘）
- 《TIGER×DRAGON！龙与虎》（竹宮悠由子著，泰绘）
- 《离别的钢琴奏鸣曲》（杉井光著，植田亮绘）
- 《刀劍神域》（川原礫著，abec绘）
- 《角鴞與夜之王》（紅玉伊月著，磯野宏夫绘）
- 《雪螳螂》（紅玉伊月著，岩城拓郎绘）
- 《MAMA》（紅玉伊月著，KARASU（カラス（日语：カラス (漫画家)））繪）
- 《黄昏色的咏使》（細音啟著，竹岡美穗绘）
- 《加速世界》（川原礫著，HIMA绘）
- 《金色时光》（竹宮悠由子著，駒都英二绘）
- 《机动战士敢达 UC》（福井晴敏著，安彥良和→虎哉孝征（日语：虎哉孝征）绘）
- 《9S 遗产尖兵》（叶山透著，山本大和→绘）
- 《櫻花莊的寵物女孩》（鸭志田一著，沟口凯吉（溝口ケージ）绘）
- 《奋斗吧！系统工程师》（夏海公司著，Ixy绘）
- 《奇诺之旅》（时雨泽惠一著，黑星红白绘）
- 《魔法的禁书目录》（镰池和马著，灰村清孝绘）
- 《打工吧！魔王大人》（和原聪司著，029绘）
- 《约会大作战》（橘公司著，Tsunako（つなこ）绘）
- 《月光》（間宮夏生著，白味噌绘）
- 《光在地球之时……》（野村美月著，竹冈美穗绘）
- 《狗与剪刀的正确用法》（更伊俊介著，锅岛哲弘（鍋島テツヒロ）绘）
- 《绯弹的亚里亚》（赤松中学著，小舞一绘）
- 《心灵链环》（庵田定夏著，白身鱼绘）
- 《迷茫管家与懦弱的我》（朝野始著，菊池政治绘）
- 《圣剑锻造师》（三浦勇雄著，屡那（日语：屡那）绘）
- 《变态王子与不笑猫》（相乐总著，监督（カントク）绘）
- 《我与亲爱哥哥的日常》（鈴木大輔著，閏月戈绘）
- 《毒吐姬与星之石（日语：毒吐姫と星の石）》（红玉伊月著，矶野宏夫绘）
- 《虚空之盒与零之麻理亚》（御影瑛路著，鐵雄（1卷时名为415）绘）
- 《魔法科高中的劣等生》（佐岛勤著，石田可奈绘）
- 《某重生少女的灾难》（池端亮著，蔓木钢音绘）
- 《问题儿童都来自异世界？》（龙之湖太郎著，天之有绘）
- 《魔王勇者》（橙乃真希著，水玉螢之丞、toi8绘）
- [引进中止[25]]《无游戏不人生》（榎宫祐著、绘）
- 《平行恋人》（静月远火著，越岛羽空（越島はぐ）绘）
- 《重装武器》（镰池和马著，凪良（日语：凪良）绘）
- 《乐圣少女》（杉井光著，岸田梅尔绘）
- 《神不在的星期天》（入江君人著，茨乃绘）
- 《想变成宅女，就让我当现充！》（村上凛著，Anapon（あなぽん）绘）
- 《东京暗鸦》（字野耕平（あざの耕平）著，澄兵（すみ兵）绘）
- 《我被女生倒追，惹妹妹生气了？》（著，武藤此史绘）
- 《月神来我家！》（後藤祐迅著，梱枝Riko绘）
- 《机巧少女不受伤》（海冬零兒著，LLO绘）
- 《其中一个是妹妹》（田口一著，CUTEG（日语：CUTEG）绘）
- 《星刻的龙骑士》（瑞智士記著，染鲭小鳍（〆鯖コハダ）绘）
- 《魔王女孩与村民A》（著，赤人（日语：赤人 (イラストレーター)）绘）
- 《偶像总爱被吐槽！》（斋藤雅人（サイトーマサト）著，魚（日语：魚 (イラストレーター)）绘）
- 《没能成为勇者的我无可奈何决定去工作》（左京潤著，戌角柾绘）
- 《记录的地平线》（橙乃真希著，原和弘（ハラカズヒロ）绘）
- 《噬血狂袭》（三云岳斗著，麻喵子（マニャ子）绘）
- 《梦沉玛德拉》（支仓冻砂著，锅岛哲弘绘）
- 《绝对双刃》（著，绘）
- 《学战都市阿斯塔利斯克》（著，okiura绘）
- 《魔法战争》（著，瑠奈璃亜绘）
- 《某重生少女的入学》（池端亮著，蔓木钢音绘）
- 《黑色子弹》（神崎紫電著，鵜飼沙樹绘）
- 《嘉依卡》（榊一郎著，生肉ATK（なまにくATK）绘）
- 《阳炎》（Jin著，Shidu（しづ）绘）
- 《绝对的孤独者》（川原砾著，玉蕈（シメジ）绘）
- 《LoveLive! 校园偶像日记》（公野樱子著，室田雄平、音乃夏、清濑赤目绘）
- 《Re:从零开始的异世界生活》（长月达平著，大塚真一郎绘）

#### 台湾
- 《罂笼葬》（久遠著，Izumi绘）
- 《马桶上的阿拉丁》（风聆著，kurudaz绘）
- 《妖精乡》（常闇著，opiu绘）
- 《浩瀚之锡》（逸清著，ky绘）
- 《凤神医》（华澪著，Chiya绘）
- 《B+侦探团》（杰克胡椒著，六呂绘）
- 《流光森林》（久遠著，Izumi绘）

※以下為「天轻文库」。
- 《谢谢你!坏运》（B.L.著，REI绘）
- 《真理的倒相》（余卓轩著，VOFAN绘）
- 《替死鬼》（井士著，ekao绘）
- 《翡翠的香料师》（猫橘著，米栗绘）
- 《活死骑士》（A.K 赛门许著，Riv绘）
- 《东方大小姐的S女教室》（非瓴著，桂秋祺（1卷时名为Kikichan）绘）
- 《月与火犬》（星子著，ZEN绘）
- 《暗之国的小红帽》（Killer著，Fori绘）
- 《当恋爱成为交易的时候》（小鹿著，樱野露绘）
- 《托生莲》（薛西斯著，Izumi绘）

#### 中國大陸
- 《最终之钥的碎片》（张一行著，ky绘）
- 《梦想收购店》（陈维著，NEWREIN绘）
- 《洛伊丝——不可思议的海之国度》（春日幽铃著，刘枭羽绘）
- 《啊嘞！我的绿光使魔》（马虎著，RiE绘）
- 《花美男明星事件簿》（蔡芹芹著，武啦啦绘）
- 《我与不同寻常的少女们》（沐唯著，spirtie绘）
- 《海之挽歌》（双子星罗著，FKEY／HAO绘）
- 《萝莉教案》（席未来著，阿芸绘）

※以下為「天轻文库」。
- 《耳食者》[26]（王雨辰著，KAN→ANDY H绘）
- 《皇帝的学园》（闲晴著，草芥绘）
- 《灵刻》（双子星罗著，亚音绘）
- 《可回收废品》（+空+著，NEWREIN绘）
- 《月神的禁区》（由·得林洛斯著，西瓜绘）
- 《坠入苍穹》（迟卉著，维维特绘）
- 《棺物语》（薄葬子著，玲奈(Reina)绘）
- 《V++青春期生理研究社》（席未来著，于小发绘）
- 《苍发的蜻蜓姬》（墨熊著，DomotoLain绘）
- 《精算师华绫》（海潮探长著，Giaour绘）
- 《黄龙天空》（墨熊著，DomotoLain绘）
- 《光耀启明星》（墨熊著，DomotoLain绘）
- 《羽毛计数者》（迟卉著，黑漆绘）

### 书籍

#### 日本
「轻文学」书系。大32开。
选题立意和台角「輕·文學」书系基本相同，代理范围为角川文库（角川书店）和MediaWorks文庫（ASCII Media Works）。
早期与湖南美术出版社合作出版，下架事件后转为百花洲文艺出版社。
- 系列（米泽穗信著）
- 《古书堂事件手帖》（三上延著，越岛羽空（越島はぐ）绘）
- 《万能鉴定士Q的事件簿》（松岡圭祐著，清原紘绘）
- 《失落的花园》（红玉伊月著，上条衿（日语：上条衿）绘）
- 《六百六十元的事情（日语：六百六十円の事情）》（入间人间著，宇木敦哉（日语：宇木敦哉）绘）
- 《昨天她也恋爱了（日语：昨日は彼女も恋してた）》（入间人间著，左绘）
- 《明天她仍会恋爱（日语：明日も彼女は恋をする）》（入间人间著，左绘）
- 《糖果子弹》（樱庭一树著）
- 《圖書館戰爭》系列（有川浩著，徒花SUKUMO繪）
- 《终结世界的相册》（杉井光著）
- 《许爱之岛》（杉井光著）
- 《RDG 濒危物种少女》（荻原规子著，岸田梅尔绘）
- 《剧团！》（有川浩著，大矢正和绘）
- 《县厅招待课》（有川浩著）
- 《植物图鉴》（有川浩著，绘）
- 《言叶之庭》（新海诚著）
- 《十字路口 in their cases》（新海诚原作，桐山成人著）

#### 中國大陸
「天骄书坊」书系。大32开。
设立时宣称为“青春小说系列”，定位较轻小说更贴近一般大众文学范畴，包括《天漫·轻小说》上连载作品的单行本。现则主打女性向作品。
早期与湖南美术出版社合作出版，下架事件后主要转为云南美术出版社和浙江人民美术出版社。
- 《潜猫》（恩顾著，天吟绘）
- 《无用神力兄弟会》（钻石咖啡鸦著，炎铃绘）
- 《翼之影》（水果君著，喜喜果绘）
- 《十方谭》（岁闲君著，妖魔君绘）
- 《溯流前来的访客》（+空+著，thewits绘）
- 《花武少女龙舌兰》（羽千落著，言一绘）
- 《诺亚动物诊所病历记录簿》（顾懿著，咏雪绘）
- 《败絮藏金玉》（酥油饼著，洛空绘）
- 《乱世为王》（顾雪柔著，花酒清明绘）
- 《星盘重启》（非天夜翔著，Green绘）
- 《千王》（酥油饼著，猫树绘）
- 《锦衣卫》（非天夜翔著，花酒清明绘）
- 《竹马像狗，吃了就走》（恩顾著，源雪绘）
- 《山河表里》（Priest著，艾利卡绘）
- 《天行九歌·空山鸟语》（沈乐平、五鱼玄照著，命若琴弦绘）
- 《演技一流》（酥油饼著，猫树绘）
- 《江东双璧》（非天夜翔著）
- 《金牌助理》（非天夜翔著，猫树绘）

- 《巅峰荣耀》（蝴蝶蓝著，猫树绘）

#### 台灣
※非「天骄书坊」书系。
- 《秦时明月》系列（明日工作室著，苍狼野兽绘）

### 漫畫／繪本
天闻角川的漫画/绘本类书系。依形式不同各表记为「天闻角川Comics/绘本」。
引进类作品代理范围以角川集团旗下为主，亦包括其他日本出版社作品（例如实业之日本社出版的《为什么猫都叫不来》）乃至韩国作品。
因中国大陆对每年引进的漫画数量有所限制，故天闻角川将部分引进漫画改以“绘本”的名义进行发行，例如《幸运☆星》和《放学后的十色画室》。
早期主要与湖南美术出版社合作出版，下架事件后开始转为广西美术出版社、浙江人民美术出版社和新世纪出版社，湘美仍承接部分合作。

#### 日本
- 《御宅上班族（日语：ぼく、オタリーマン。）》（吉谷（よしたに）编绘）
- 《理科的人》（吉谷编绘）
- 《新世紀福音战士》（贞本义行编绘）
- 《幸运☆星》（美水镜（美水かがみ））编绘）
- 《小初音未来的日常》（音玉（たまご）编绘）
- 《真是巧啊,我们家也是这样的!》（松京子（マツキヨコ）编绘）
- 《妈妈，你好吗？目黑的Y子上》（目黑的Y子（めぐろのＹ子）编绘）
- 《放学后的十色画室》（华华蕾（華々つぼみ）编绘）
- 《一个人的美食跑跑跑》（高木直子（たかぎなおこ）编绘）
- 《东京女孩合租日记》（木下香菇（きのしたきのこ）编绘）
- 《穷也乐呵呵》（森川弘子编绘）
- 《京都 自『游』自在》（平里子（たいらさとこ）著，白枭舍（白ふくろう舎）绘）
- 《韩国 自『游』自在》（三日月神流（ミカヅキカンナ）著，平松尾（ヒラマツオ）绘）
- 《中国嫁日记》（井上纯一编绘）
- 《为什么猫都叫不来》（杉作编绘）
- 《最喜欢面包了！》（山本爱理（山本あり）编绘）
- 《四时绘：二十四节气风物录》（大田垣晴子编绘）

#### 韩国
- 《剪掉的指甲》（金锦福绘，郑美珍编文）
- 《某人》（金昭罗绘，郑美珍编文）
- 《某一天》（辛峻糢著，金珍姬绘）
- 《花园日记》（李贵兰编绘）
- 《四只猫》（蔡有利编绘）
- 《搭便车的银河》（Sirial编绘）

#### 中國大陸
- 《这么近，那么远》（小白编绘）
- 《326》系列（小浮云编绘）
- 《熟女戀愛事件簿》（熊頓编绘）
- 《她她》（呀呀编绘）
- 《瓜几拉》系列（西瓜绘）
- 《初·末ONCE AGAIN》（Buddy绘，风息神泪著)
- 《机动战士敢达UC》（漫画：颜开文化／陈晖，故事：福井晴敏，原案：矢立肇‧富野由悠季)
- 《十号露兰》（于彦舒编绘）
- 《仙剑奇侠传五·青荷镇篇》（IP君编绘）
- 《请勿擅自订下契约》（赵迎乐编绘）
- 《赤猫》（徐璐编绘）
- 《引灵师》（MAISAKI编绘）
- 《“葵”光在地球之时……》（漫画：翁志强（CHuN／友善文创），原著：野村美月，分镜构成：山崎风爱，人物原案：竹冈美穂）
- 《好心的沙子》（昔酒011编绘）
- 《血族传说》（漫画：砚七，原作：妖舟）
- 《19天》（幕斯主编）
- 《虎X鹤 妖师录》（黄晓达编绘）
- 《岁时歌》（夏小鲟编绘）
- 《风的声音》（child.killer绘，明澄里编文）
- 《昨日青空》（口袋巧克力编绘）
- 《太子》（风弄原著，皇风漫画）
- 《小店：半暖时光》（天闻角川编）

#### 香港
- 《kylooe1 憂鬱的蜻蜓》（门小雷编绘）[29]
- 《封魔幻想》（力奇编绘）
- 《种彩虹的女孩们》（Chiya绘，+空+编文）
- 《星语者》（Chiya绘，柯晗、易莎编文）

#### 台湾
- 《STORY 童話書裡的童話》（彭杰编绘）
- 《可不可以继续幼稚？！》（弯弯编绘）
- 《芒神》（奕辰编绘）

### 画集
天闻角川的画集/设定集类书系。表记为「天闻角川画集」。
引进类作品代理范围为角川集团旗下作品。
早期主要与湖南美术出版社合作出版，下架事件后开始转为广西美术出版社和浙江人民美术出版社，湘美仍承接部分合作。

#### 日本
- 《伊东杂音画集 红莲》 （伊东杂音绘）
- 《山本启治画集 半月－HANGETSU－》 （山本启治绘）
- 《伊东杂音画集 春日主义》 （伊东杂音绘）
- 《伊东杂音画集II 华焰》 （伊东杂音绘）
- 《初音未来 Graphics Character Collection CV01》 （COMPTIQ组编）
- 《伊东杂音画集Ⅲ 苍炎》 （伊东杂音绘）
- 《龙天动地 布施龙太怪物猎人画集》 （布施龙太绘）
- 《小鸠 插画与回忆》 （CLAMP绘）
- 《副岛成记画集：2004-2010》 （副岛成记（日语：副島成記）绘）
- 《绯弹的亚里亚 小舞一画集》 （小舞一绘）
- 《KEI画集 mikucolor》 （KEI绘）
- 《椎名优画集III GARNET》 （椎名优绘）
- 《文仓十画集 狼与香辛料》 （文仓十绘）
- 《巡音流歌 Graphics Character Collection CV03》 （COMPTIQ组编）
- 《花邑舞画集 TRANSLUCENT》 （花邑舞绘）
- 《命运石之门 huke画集》 （huke绘）
- 《秋赤音画集 －RGB－》 （秋赤音绘）
- 《神崎广画集 [Cute]》 （神崎广绘）
- 《伊东杂音画集 结 遮那》 （伊东杂音绘）
- 《幕末Rock超魂画集》 （B's-LOG编集部编）
- 《LoveLive!完全典藏画集 ~Dream~》 （电击G's杂志编辑部编）
- 《LoveLive!完全典藏画集 ~Smile~》 （电击G's杂志编辑部编）
- 《女神异闻录4 终极竞技场 官方设定画集》 （电击攻略本编辑部编）
- 《榊原瑞纪 虎兔英雄传画集》 （榊原瑞纪绘）
- 《罗吉与艾斯卡的工作室 ~黄昏天空的炼金术士~官方画集》 （电击攻略本编辑部编）
- 《伊东杂音画集 春日百花》 （伊东杂音绘）
- 《LoveLive!动画官方典藏集》（电击G's杂志编辑部编）

#### 韩国
- 《恋：Limhee水彩画集》 （Limhee绘）

#### 中國大陸
- 《唯墨》（呀呀绘）
- 《梦想家》（夏小鲟绘）
- 《妖绘卷》（Sheep绘）
- 《森林都记得》（扫把绘）
- 《眼里眉间》（阿亚亚绘）
- 《鸾音》（李堃绘）
- 《鸢》（刘远绘）
- 《花·女词》（呀呀绘）
- 《梦中梦》（昔酒011绘）
- 《old先》（old先绘）
- 《魅》（猫树绘）
- 《沉香》（呀呀绘）
- 《未来》（《未来》编写组编）
- 《女神之泪》（小说原著：温世仁；总策划：沈乐平）
- 《墨染天下》（非墨绘）
- 《九天》（天闻角川编）
- 《颜》（南瓜子绘）
- 《行云画梦》（总策划：《倩女幽魂2 online开发组》；主编：葵小小）
- 《锦瑟》（呀呀绘）
- 《旅之绘》（天闻角川编）
- 《怪》（天闻角川编）
- 《剑歌行》（天闻角川编）
- 《殿前秋歌》（风弄原作，王一、皇风绘，音频怪物唱作）
- 《时空猎人官方资料设定集》（银汉游戏策划，天闻角川编）
- 《红颜：古代女子画集》（天闻角川编）

#### 香港
- 《薄荷》（Chiya绘）
- 《行云流水》（小云著）

#### 台湾
- 《胧月夜》（唐卡绘）

### 杂志／MOOK
斜体表示已休刊。
- 《天漫·赤风》 - 漫画杂志，内容以原创作品为主。前身为《天漫》。每月25日发售。自2014年5月起休刊。
- 《天漫·轻小说》 - 主打原创作品的轻小说电子杂志。每月20日发售；2011年9月-2013年5月发行实体刊物，2013年3月开始在TK-Store、亚马逊中国Kindle商店、多看阅读等渠道发行电子刊物。目前最后一期为2014年4月号，处于实质性休刊状态。
- 《天漫·蓝色》（《BLue》） - 女性向综合杂志。每月10日发售。
- 《TK-PLUS+ 天漫电子刊》 - 于TK-Store发行的综合电子杂志。目前免费，发行日期不定。随着TK-Store无法访问而中断发行，处于实质性休刊状态。
- 《画匣子》 - 绘本Mook。双月20日发售。
- 《恋物语》 - 短篇漫画选集。发售日期不定。

## 举办赛事
斜体表示已停办。
- 角川华文轻小说大赏 - 角川集团面向全球华人征稿的中文轻小说比赛。天闻角川曾作为中国大陆征稿点，与台湾角川合办2012、2013届角川華文輕小說暨插畫大賞和2014届角川华文轻小说大赏，但自2015届起已退出主办方行列。
- 角川漫画新人大赛 - 角川集团的漫画比赛。通过天闻角川参赛的华人作者可获得专属奖项「天闻角川特别赏」。自第13届起已和台湾角川一道退出组织方行列[30]。

## 出版问题与事件

### 內容改动
天闻角川方面表示出版品的审查尺度基于「中国国情」，并非随意加以删减。而关于內容的改动：
- 书名（粗體表示台灣角川版與日語原名的對應關係）：
  - ：台灣角川直譯作《這樣算是殭屍嗎？》，天闻角川改作《魔装少女就是本少爷！》。
  - ：台灣角川譯作《SUGAR DARK 被埋葬的黑闇與少女》，天闻角川改作《SUGAR DARK 被埋葬的黑暗》[31]。
  - ：有别于台湾东立出版社直译《就算是哥哥，有愛就沒問題了，對吧》，天闻角川将书名另定为《我与亲爱哥哥的日常》。
  - ：台湾角川直译《殭屍少女的災難》，天闻角川译名另作《某重生少女的灾难》（日語有「某」的意思）。
  - （STRIKE THE BLOOD）：台湾角川直译《噬血狂襲》一系列作品，天闻角川称其为“狂袭系列”，封面设计突出原英文标题“STRIKE THE BLOOD”[32]，全书仅于外封面保留“噬血狂袭”字样，但不显眼。
  - ：台湾角川直译《棺姬嘉依卡》，天闻角川译名改作《嘉依卡》。
  - ：台湾角川译名《夢沉抹大拉》，天闻角川改译为《梦沉玛德拉》（“抹大拉”常代指抹大拉的马利亚）。
- 文字：天闻角川起初承诺未对小说正文进行任何删减。但自《无头骑士异闻录2》以後，針對其內容標明：「本书在翻译制作上，针对过度表现进行了部分修正。」；在《神的记事本1》中則删改敏感字詞。事实上，天闻角川使用台湾角川译本的出版品，在对包括漫画对白和插图配文的内文进行常见的语言习惯调整外，亦经常改动乃至删除部分词句，以达到弱化表达效果的目的，而上述「修正说明」自早期出版品后便不再使用。因應中國大陆《关于进一步规范出版物文字使用的通知》[33]的規定，特在版權頁上標註爲引进版图书、最大限度保留原作特色[34]。
- 图片：中国大陆审查部门对图像的审查尺度比文字更加敏感，因此天闻角川的出版物也不能幸免。

以下出版品删减明细以图片内容和集中的文字删改，例如整段或整句的删节或改写为主。删减明细可能并不完全，仅供参考。
1. 2010年10月出版的《灼眼的夏娜1》一张插图被完全删除，一张插图仅部分保留。
2. 2010年10月出版的《无头骑士异闻录1》删改一张插图內對白。
3. 2010年11月出版的《电波女与青春男1》封底插图的人物胸部被打上蓝色半透明文字带。
4. 2010年12月出版的《学生会的二心》改动一张彩色插图上的文字。
5. 2011年2月出版的《无头骑士异闻录2》直接刪改有關血腥描述的正文。
6. 2011年2月出版的《魔装少女就是本少爷！2》利用对页面的重排版遮住一张插图的人物胸部。
7. 2011年4月出版的《无头骑士异闻录3》直接删改有关血腥描述的正文。
8. 2011年4月出版的《神的记事本1》將“靖国神社”、“人民解放军”的字眼，分別改成“神社”和“军方”。
9. 2011年6月出版的《电波女与青春男4》彩色和黑白插图各一张，以添加大量泡泡和光圈手法遮住人物胸部、下體，以及比基尼泳衣等。
10. 2011年9月出版的《学生会的月末》一张黑白插图被完全删除。
11. 2012年1月出版的《魔装少女就是本少爷！7》兩张黑白插图各用一個对话气泡遮住人物胸部。
12. 2012年1月出版的《加速世界3》P79黑白插图用气泡挡住人物胸部,下身左侧截边处理。
13. 2012年3月出版的《樱花庄的宠物女孩1》一张黑白插图被完全删除。
14. 2012年3月出版的《灼眼的夏娜11》两张黑白插图的敏感部位遭雾化處理。
15. 2012年3月出版的《笨蛋、测验、召唤兽6.5》一张黑白插图被完全删除。
16. 2012年3月出版的《魔装少女就是本少爷！8》利用对话气泡的重排版遮住两张彩色插图的人物胸部与下体。
17. 2012年3月开始出版的《奇诺之旅》系列将枪械名称“说服者（persuader）”改为“帕斯艾德”[35]。
18. 2012年4月出版的《魔法的禁书目录2》将一张黑白插图中人物的出血部位涂黑。
19. 2012年5月出版的《魔法的禁书目录3》直接删改有关血腥描述的正文。
20. 2012年6月出版的《魔法的禁书目录4》一张彩色插图和一张黑白插图中人物的敏感部位遭雾化处理。
21. 2012年6月出版的《灼眼的夏娜13》两张黑白插图中人物胸部露点部位遭雾化处理。
22. 2012年6月出版的《我的妹妹哪有这么可爱！9》一张黑白插图以大的“啊！！”对话框遮住袭胸部位。
23. 2012年6月出版的《学生会的金兰》一张彩色插图利用文字遮住人物胸部和下体。
24. 2012年7月出版的《加速世界7》一张黑白插图被截边处理。
25. 2012年7月出版的《无头骑士异闻录9》一张彩色摺頁插图多处以仿【KEEP OUT】字样的黃色“警戒带”遮住人物的敏感部位。
26. 2012年10月出版的《绯弹的亚里亚2》一张黑白插图被截边处理。
27. 2012年10月出版的《约会大作战1》扉页彩色插图以书名的副標題遮住人物胸部。
28. 2012年10月开始出版的《迷茫管家與懦弱的我》系列封面以書名羅馬拼音文字帶遮住人物身體部位。
29. 2012年11月出版的《我与亲爱哥哥的日常2》一张彩色跨页插图利用图中蓝色半透明文字带的重排版遮住人物胸部和下体。
30. 2012年12月出版的《约会大作战2》一张黑白插图以“嗯”对话框遮住图中人物胸部。
31. 2013年4月出版的《魔装少女就是本少爷！10》一张彩色插图中人物身体部位遭雾化处理。
32. 2013年4月出版的《约会大作战4》一张彩色插图利用图中文字带的重排版遮住人物胸部。
33. 2013年5月出版的《约会大作战5》扉页彩色插图以加上书名副标题和放大图片的方式遮住人物胸部和下体，另一张彩色跨页插图用对话遮住胸部。
34. 2013年5月出版的《迷茫管家與懦弱的我4》一张彩色插图利用图中文字带的重排版遮住人物胸部。
35. 2013年6月出版的《某重生少女的灾难1》一张黑白插图以“咦！？”对话框遮住图中断肢面和出血。
36. 2013年8月出版的《魔装少女就是本少爷！11》利用对话气泡的重排版遮住一张彩色插图的人物下体。
37. 2013年8月出版的《月神来我家1》一张黑白插图仅部分保留。
38. 2013年9月出版的《某重生少女的灾难2》一张彩色插图中人物敏感部位被涂改处理。
39. 2013年10月出版的《约会大作战7》扉页彩色插图以加上书名副标题文字带的方式遮住人物胸部。
40. 2013年11月出版的《迷茫管家與懦弱的我6》一张彩色插图中人物胸部遭雾化处理。
41. 2013年11月出版的《刀剑神域 进击篇1》一張黑白插圖被完全刪除
42. 2013年12月出版的《星刻的龙骑士2》利用文字气泡的重排版遮住一张彩色插图中人物的身体部位，另一张彩色插图中人物下体遭雾化处理。
43. 2014年6月出版的《神不在的星期天7》封面通过截去底边和加笔的方式遮住图中人物下体，另一张黑白插图以添加气泡手法遮住人物胸部。
44. 2014年7月出版的《刀剑神域13》一张黑白插图通过截去底边和放大的方式遮住图中人物胸部。
45. 2014年7月出版的《记录的地平线6》一张黑白插图中刺穿人物身体的刀剑及相应出血部位被涂白处理。
46. 2014年7月出版的《噬血狂袭3》一张黑白插图被完全删除。
47. 2014年8月出版的《刀剑神域 进击篇2》一张黑白插图被完全删除。
48. 2014年9月出版的《机巧少女不受伤5》一张彩色插图以添加雾气和重排版文字带的方式遮住图中人物胸部与内裤。
49. 2014年10月出版的《刀剑神域14》一张彩色跨页插图通过移动对话框、调整页中装订并加以涂白的方式遮住图中人物胸部和下体，另一张彩色插图亦以重排版文字框手法遮住图中人物身体。
50. 2014年10月出版的《狗与剪刀的正确用法7》一张彩色跨页插图以添加雾气方式遮住图中人物下体。
51. 2014年12月出版的《嘉依卡1》一张黑白插图以“——嘭！”对话框遮住图中人物臀部。
52. 2014年12月出版的《魔王勇者5》一张黑白插图被完全删除。
53. 2014年12月出版的《无头骑士异闻录12》封面通过移动书名和作者名位置遮住人物胸部；彩色和黑白插图各一张中人物胸部线条被涂白处理，另有两张目录页黑白插图亦以放大和涂白手法遮住人物胸部。
54. 2015年2月出版的《嘉依卡3》一张彩色跨页插图和一张黑白插图被完全删除。
55. 2015年5月出版的《LoveLive! 校园偶像日记 〜园田海未〜》一张彩色插图被完全删除。
56. 2015年5月出版的《LoveLive! 校园偶像日记 〜南琴梨〜》一张彩色插图被完全删除。
57. 2015年6月出版的《刀剑神域 进击篇3》一张彩色插图利用移动文字带和添加雾气手法遮住人物身体，一张黑白插图被放大截边以处理图中人物下体，另一张黑白插图中人物身体亦以添加雾气和模糊图片方式加以遮盖。
58. 2015年8月出版的《LoveLive! 校园偶像日记 〜矢泽日香〜》一张彩色插图被放大截去图中人物臀部及下半身。
59. 2015年8月出版的《LoveLive! 校园偶像日记 〜东条希〜》一张彩色插图被完全删除。

1. 2014年6月出版的《两人距离的概算》直接删去整段涉及政治人物姓名的正文。

1. 2011年9月出版的《新世纪福音战士1》改动P13右下角画面中的文字。
2. 2011年10月出版的《新世纪福音战士2》利用雾气遮住P36图中人物下体。
3. 2011年11月出版的《新世纪福音战士3》P47、P49、P50、P52将图中人物的敏感部位阴影化及涂白处理。
4. 2011年12月出版的《新世纪福音战士4》删改多处对白。
5. 2012年3月出版的《新世纪福音战士7》P80左上角画面通过重排版对话气泡遮住图中人物身体。
6. 2012年4月出版的《新世纪福音战士8》P33、P34、P35、P37、P38、P45、P47、P53、P59、P66、P67、P69通过修改线条等方法处理图中人物的敏感部位。
7. 2012年6月出版的《新世纪福音战士10》P47、P48、P50、P162、P163、P164、P165、P169以修改线条等方法处理图中人物的敏感部位。
8. 2012年7月出版的《新世纪福音战士11》P10通过修改线条等方法处理图中人物的敏感部位；P150删去左下角画面对话框中“中国”一词。
9. 2012年8月出版的《新世纪福音战士12》P152中间左部的对话框将葛城美里跟碇真嗣吻別台词，由“等你回来，我们再继续后面的”改为“我在这里等你回来”；P155以修改线条等方法处理图中人物的敏感部位[36]。
10. 2012年11月出版的《新世纪福音战士13》P18、P19、P20、P23、P24、P29、P55、P56、P84、P94通过涂白、涂黑等方法处理图中机体及人物的出血与肢体断面；P85、P91、P92、P97、P98、P114、P115、P127、P128、P131、P143、P151、P153通过涂白、修改线条等方法处理图中人物的敏感部位。
11. 2014年8月开始出版的《中国嫁日记》系列封面去掉原版中寓示五星红旗的金色五角星图案。

1. 2011年12月出版的《伊东杂音画集 红莲》一张图被完全删除，部分图次序排版有所调整。
2. 2012年12月出版的《伊东杂音画集II 华焰》两张图中人物敏感部位被涂白处理。
3. 2013年9月出版的《绯弹的亚里亚 小舞一画集》两张彩色图和一张黑白图被完全删除，部分图次序排版有所调整。
4. 2014年5月出版的《命运石之门 huke画集》两张彩色图被完全删除，部分图次序排版有所调整。
5. 2015年5月出版的《神崎广画集 [Cute]》多张图片被删除。

### 出版事故

#### 品质问题
- 2011年1月26日，广州天闻角川动漫有限公司宣布，于2011年1月22日上市的中文简体版轻小说《我的妹妹哪有这么可爱！2》因排版过程中出现疏失，导致原第311页少一张黑白插图，已购书的读者可携书前往特约店或寄回天闻角川退换，邮寄费用由該公司承担[37]。

- 2012年3月15日，天闻角川在官網論壇發表公開信，表示因与新的印刷厂合作时，两方在印厂档案管理与操作方面，出现了协调上的问题，《9S 遗产尖兵 1》產生誤植、正文吞行、胶粘不紧等现象，而向讀者致歉[38]。已購書的讀者如對印刷装订质量方面不满意，有严重质量问题的，可至书店（或经销商）处退换[39]。

- 2012年5月22日，天闻角川在官方论坛读者纠错帖中发表回复，表示因印厂工作失误，导致于2012年5月20日上市的轻小说《机动战士敢达UC 3》正文最后部分出现呑行现象；并表示“会继续加强对印厂的监督，防止再次出现此类情况”[40]。但天闻角川至今并未对此书质量问题采取任何实质性补偿措施。

- 2013年10月5日出版的轻小说《记录的地平线 2》P246人物介绍部分出现正文段落漏印现象[41]，目前官方未对此问题给予任何回复。

- 2013年11月20日出版的轻小说《问题儿童都来自异世界 7》一张黑白插图印刷方向与原版相反，官方对此尚无任何回应。

#### 全面下架事件
2014年1月，以《約會大作戰》系列为首，天闻角川的出版品于中国大陆网络销售渠道几乎全面下架，在各地实体书店也被不同程度的撤下；直至4月初，官网的商城专区有部分轻小说恢复上架，京东商城和亚马逊中国也有部分轻小说恢复销售。
由于下架事件发生同时官方论坛曾宣布系统升级维护而无法访问，兼具商城功能的官网更一度撤下所有轻小说出版品，引发各方关注与猜测。但天聞角川方面迟迟未作出任何官方說明，因而此次事件的原因尚不明朗。網路上流傳兩種說法：一種是《約會大作戰》輕小說的插畫太過於情色而被檢舉，導致其他書籍亦被下架審查；另一種則認為是內部出現了需要協調的聲音，為了避免延伸出更大的風波而不得不暫時下架。不過無論如何，事件對支持正版的讀者都相當不利。
下架事件期间，天闻角川原预定出版计划基本停滞；开始恢复上架后，小说类出版品转由除湘美外的其他出版社出版，装帧设计较先前亦有改动。

## 其他
- 中文原創輕小說除中國大陸當地作品外，亦不限於台灣角川出版品，例如《B+侦探团》（台灣書名《B咖偵探團》，鮮歡文化出版）。
- 引進作品中大部分延續台灣角川的譯名与译本，根据两岸用语差异及中國大陆審查而有所更動；台湾角川未取得版权（如輕小說《笨蛋、测验、召唤兽》）或發行進度較慢（如輕小說《魔装少女就是本少爷！》）的作品则由天闻角川自行翻译。
- 限于中国大陆出版法規，天闻角川出版作者名稱均為中文譯名或罗马拼音转写，不同於台灣角川以日文原名為主。
- 于2012年8月上线电子商城「TK-Store」，官方定位为数字化出版平台，提供发售电子版轻小说、《天漫·轻小说》电子版和《TK-PLUS+ 天漫电子刊》等服务。但「TK-Store」已于2014年5月初左右进入无法访问状态，用户已购买的电子书和尚未消费的预存款亦不能使用，天闻角川迄今未对此作出任何说明。
- 原創漫畫刊物《天漫》以日方授權中国大陸漫畫工作室作畫的方式，刊载日本轻小说的中文簡體版改编漫画，例如《机动战士敢达 UC》、《凉宫春日的忧郁》[46]。
- 天聞角川為了给旗下的原創輕小說刊物征询刊名，於2011年3月3日至4月20日期間舉辦徵名活動[47]。經大陸各地讀者提供五百多个刊名应征方案，最後命名為《天漫·轻小说》[48]。